# Sarah Jezebel Deva
Sarah Jezebel Deva (Forest Gate, London, 1977. február 25. –) angol énekesnő, a Cradle of Filth korábbi tagja.

## Élete
A londoni East Ham kerületben nevelkedett, két nővére és három féltestvére volt. Nehéz gyermekkora volt, kilenc éves korában elhagyta a házat. Nagymamája hatására kezdte el érdekelni a zene. 
Tizenegy éves korában kezdődött el a karrierje az essexi Queen's Theatre színházban. A "Summertime" című klasszikus zenei dalt feldolgozta egy együttes, amelynek Deva a tagja volt. Miután elhagyta a színházat, saját dalszövegeket kezdett szerezni. Első együttese egy "Mad Dog" nevű punk-rock zenekar volt. Itt másod-énekesi (co-vocalist) szerepet töltött be. A Mad Dog mindössze egy koncertet játszott, amelyen a 999 nevű punkegyüttessel léptek fel. Ezután a CoF alapítói, Dani Filth és Paul Allender barátságot kötöttek vele, ezáltal bekerült a zenekarukba.
Sarah 2009-ben hagyta el a Cradle of Filth-et, majd egy saját magáról elnevezett zenekart alapított, ebben az évben.
Továbbá három szóló albumot is kiadott, illetve több egyéb együttessel is közreműködött. 2012-ben visszatért a CoF-be, egy album erejéig.
2010-ben Magyarországon is fellépett.

## Diszkográfia
Szóló albumok
- A Sign of Sublime (2010)
- The Corruption of Mercy (2011)
- Malediction (EP, 2012)

A Cradle of Filth-szel
- V Empire or Dark Faerytales in Phallustein (1996)
- Dusk... and Her Embrace (1996)
- Cruelty of the Beast (1998)
- From the Cradle to Enslave (1999)
- Midian (2000)
- Bitter Suites to Succubi (2001)
- Heavy, Left-Handid & Candid (2001)
- Lovecraft & Witch Hearts (2002)
- Live Bait for the Dead (2002)
- Damnation and a Day (2003)
- Nymphetamine (2004)
- Peace Through Superior Firepower (2005)
- Thornography (2006)
- Godspeed on the Devil's Thunder (2008)
- Midnight in the Labyrinth (2012)

A Creation's Tears-szel
- Methods to End it All (2010)

A The Kovenanttal
- Nexus Polaris (1998)

A Tulusszal
- Mysterion (1997)

A Therionnal
- Vowin (1998)
- Crowning of Atlantis (1999)
- Live in Midgård (2002)
- Celebrators of Becoming (2006)

A Mystic Circle-lel
- Infernal Satanic Verses (1999)

A Gravewormmel
- Underneath the Crescent Moon (1998)

A Mortiis-szal
- The Stargate (1998)
- The Smell of Rain (2001)

Az Angtoriaval
- God Has a Plan for Us All (2006)

A The Gatheringgel
- Black Light District (2002)

A Mendeeddel
- From Shadows Came Darkness (2004)

A Trigger the Bloodsheddel
- Purgation (2008)

A Hecate Enthroned-dal
- Virulent Rapture (2013)